# 太白美花草
太白美花草（学名：Callianthemum taipaicum）为毛茛科美花草属下的一个种。

## 扩展阅读
- 維基物種上的相關：太白美花草